# 松尾心空
松尾 心空（まつお しんくう、1928年11月29日 - 2021年7月17日）は、真言宗の僧侶。西国三十三所観音霊場29番札所・真言宗醍醐派に属する青葉山松尾寺の名誉住職。舞鶴文化教育財団理事。
　放送界、種々講演会、出版で活躍。徒歩巡礼の会「アリの会」主宰で西国三十三所の古道巡礼道を徒歩で何度も巡っている。「徒歩で札所を巡ることは、『心の田を耕すことだ』」という。 特定非営利活動法人西国古道ウォーキングサポート顧問も務めた。大阪府堺市生まれ。

## 略歴
- 1949年 - 旧制第三高等学校卒業
- 1953年 - 京都大学文学部哲学科卒業
- 1955年 - 真言宗醍醐派青葉山松尾寺住職（2008年迄）
- 1987年 - 徒歩巡礼の会「アリの会」主宰.-西国三十三所古道徒歩巡礼
- 1993年 - 財団法人舞鶴文化教育財団評議員
- 1999年 - 財団法人舞鶴文化教育財団理事
- 2008年 - 真言宗醍醐派青葉山松尾寺名誉住職
- 2021年7月17日 - 遷化。92歳没。

## 著書
- 『人生往来手形』 白川書院、1976年。
- 『即身成仏手形』 春秋社、1979年。
- 『人生往来手形』 春秋社、1979年。
- 『即身成仏手形 ― 西国第二十九番霊場・青葉山・松尾寺』 春秋社、1981年。
- 『妖説水子地蔵』 春秋社、1982年。
- 『現代いろは歌留多』 春秋社、1983年。
- 『人生まんだら 三十三話』 春秋社、1989年。
- 『西国札所古道巡礼 「母なる道」を歩む』 春秋社、1992年。
- 『猫と和尚さん 山寺よもやま話』 春秋社、1994年。
- 『歩行禅 呼吸のくふうと巡礼の瞑想』 春秋社、2001年。
- 『人生の達人 心空和尚説法集』 春秋社、2002年。
- 『先達とっておきの西国霊場の見どころ(付・イラストマップ)』 大法輪、2002年3月。
- 『歌僧天田愚庵『巡礼日記』を読む 父母の面影を求めて西国霊場巡り』 鈴木出版、2004年。
- 『西国札所古道巡礼 新装版 「母なる道」を歩む』 春秋社、2006年。
- アリの会編 『西国三十三所古道巡礼地図』 松尾心空。
- 『『般若心経』の「空」体験』 大法輪、2006年2月。
- 『法話 「どうしようもない人生」と行脚』 大法輪、2006年7月。
- 『人はなぜ巡礼に旅立つのか』 春秋社、2008年。
- 『西国三十三所巡礼 札所会のことば』 小学館、2008年。
- 『感謝をもって迎える死 (特集 死とどう向き合うか)』 大法輪、2008年11月。
- 『時を隔てて行う秘仏ご開帳の心得と功徳』 寺門興隆、2009年5月。
- 『たかが5分、されど5分 (特集 一日5分からのお経入門)』 大法輪、2009年9月。
- 『巡礼まんだら 心空和尚法話集』 春秋社、2010年

## テレビ、ラジオ出演
- 2002年5月12日ラジオ関西 名僧・高僧数珠つなぎ第22回
- 2008年11月9日NHK教育 名僧・こころの時代～宗教・人生 観音の道を歩む
- そのほか

## CD
現代に生きる CD全12巻の第11巻『人生往来手形』ユーキャン　「『苦』とは、はなはだしいこと 縁あって得た人生の往来手形 この世の間借り人として」ほか全9話

## 講演会等
- 2008年9月13日　「"胎内くぐり"としての西国巡礼」奈良国立博物館公開講座
- そのほか数多あり。